# Вошіта (округ, Арканзас)
Шаблон:StateAbbr_ 33°36′00″ пн. ш. 92°55′00″ зх. д. / 33.6° пн. ш. 92.916666666667° зх. д.
Округ Вошіта (англ. Ouachita County) — округ (графство) у штаті Арканзас. Ідентифікатор округу 05103.

## Історія
Округ утворений 1842 року.

## Демографія
За даними перепису 
2000 року 
загальне населення округу становило 28790 осіб, зокрема міського населення було 12249, а сільського — 16541.
Серед мешканців округу чоловіків було 13622, а жінок — 15168. В окрузі було 11613 домогосподарства, 8070 родин, які мешкали в 13450 будинках.
Середній розмір родини становив 2,99.
Віковий розподіл населення поданий у таблиці:
| Стать    | До 15 років | 15-21 | 22-29 | 30-39 | 40-49 | 50-65 | 65-85 | Понад 85 |
| -------- | ----------- | ----- | ----- | ----- | ----- | ----- | ----- | -------- |
| Чоловіки | 3102        | 1422  | 1167  | 1708  | 2061  | 2255  | 1707  | 200      |
| Жінки    | 2959        | 1385  | 1251  | 1934  | 2274  | 2399  | 2487  | 479      |

## Суміжні округи
- Даллас — північ
- Калгун — схід
- Юніон — південь
- Колумбія — південний захід
- Невада — захід
- Кларк — північний захід

## Виноски
1. ↑  U.S. Decennial Census. United States Census Bureau. Архів оригіналу за 4 квітня 2018. Процитовано 27 серпня 2015.
2. ↑  Historical Census Browser. University of Virginia Library. Архів оригіналу за 11 серпня 2012. Процитовано 27 серпня 2015.
3. ↑  Forstall, Richard L., ред. (27 березня 1995). Population of Counties by Decennial Census: 1900 to 1990. United States Census Bureau. Архів оригіналу за 24 вересня 2015. Процитовано 27 серпня 2015.
4. ↑  Census 2000 PHC-T-4. Ranking Tables for Counties: 1990 and 2000 (PDF). United States Census Bureau. 2 квітня 2001. Архів оригіналу (PDF) за 18 грудня 2014. Процитовано 27 серпня 2015.
5. ↑  State & County QuickFacts. United States Census Bureau. Архів оригіналу за 7 червня 2011. Процитовано 23 травня 2014.(англ.) Наведено за англійською вікіпедією.
6. ↑  American FactFinder. Бюро перепису населення США. Архів оригіналу за 26 лютого 2012. Процитовано 31 січня 2008.

| США | Це незавершена стаття з географії США. Ви можете допомогти проєкту, виправивши або дописавши її. |